# Xuân Phước
Xuân Phước là một xã đồng bằng của tỉnh Đắk Lắk.
Với diện tích khoảng 7900ha và dân số là 7.325 người, 2.416 khẩu là xã có diện tích lớn đứng thứ hai của huyện.
- Về vị trí địa lý:

- Phía Đông: Giáp xã An Nghiệp (huyện Tuy An).
- Phía Tây: Giáp xã Xuân Quang 1 (huyện Đồng Xuân).
- Phía Nam: Giáp xã Sơn Hội, xã Sơn Định (huyện Sơn Hoà).
- Phía Bắc: Giáp xã Xuân Quang 3 (huyện Đồng Xuân).
Xã cách thị trấn La Hai khoảng 12 km về hướng Đông, xã Xuân Phước gồm có 5 thôn: Phú Xuân A; Phú Xuân B; Phước Hoà; Phú Hội và Suối Mây.
- Về văn hóa, giáo dục:

- Hệ thống giáo dục ở xã Xuân Phước từ trường mầm non xuân phước đã đạt chuẩn quốc gia, cấp tiểu học đến Trung học phổ thông gồm các trường: Tiểu học Xuân Phước số 1,2. Trung học cơ sở Nguyễn Hào Sự và Trường Trung học phổ thông Nguyễn Thái Bình.
- Xã Xuân Phước có trại giam A20 thuộc Tổng cục VI của Bộ Công An.
- Trong thời ký chống Pháp và Mỹ, Xuân Phước đã ghi danh mình với những trận thẳng vẻ vang như chiến dịch Đồng Tre, chiến Thắng Tiền Đồn 1, Tiền Đồn 2 và nhiều chiến thắng khác phải buộc quân đội Pháp, Mỹ rút quân khổi lãnh thổ Xuân Phước.
- Về du lịch:

Xã có hồ chứa nước Phú Xuân, phong cảnh ở đây rất thơ mộng và trữ tình. Ngoài ra còn có đập Suối Cối, Đá Cầu, mộ của Nguyễn Hào Sự, hay đi dọc theo con sông Trà Bương với nhiều thắng cảnh đẹp dọc ven sông khá nhiều phong cảnh rất mộc mạc và mang vẻ đẹp rất tự nhiên. Về du lịch tâm linh có 2 chùa lớn là Từ Tâm và Viên Lâm, 1 nhà thờ Đồng Tre và một Niệm Phật Đường Hòa Quang được xây dựng khang trang, tiện cho du khách tham quan du lịch.
- Về giao thông:

Có trục đường Quốc lộ 19C chạy ngang qua xã nối liền với các tỉnh Gia Lai và Daklak tạo cơ hội thông thương giữa các tỉnh ngày càng dễ dàng thuận lợi hơn. Ngoài ra còn có đường TL 647 được tiếp nối với QL 19 với Thị Trấn Công ChoRo, tỉnh Gia Lai, các tuyến liên Thôn - Xóm trong xã đã bê tông hóa và chương trình Thắp Sáng Đường Quê đã được phủ kín ở các địa bàn dân cư, thuận tiện cho nhân dân đi lại.
- Về kinh tế:

Xã Xuân Phước chủ yếu làm lúa nước, trồng cây công nghiệp ngắn ngày và cây công nghiệp lâu năm. Nhờ vào nguồn thu cây công nghiệp nên đời sống dân cư ngày càng thay đổi, đến cuối năm 2018 tổng thu nhập bình quân đầu người trên địa bàn xã đạt 36,46 triệu đồng/người/năm. Ngày nay, cùng với sự phát triển của đất nước, Xuân Phước luôn luôn chứng tỏ mình là một xã đứng đầu của huyện về kinh tế, văn hoá và giáo dục. Được chính phủ công nhận xã đạt chuẩn quốc gia về nông thôn mới, người dân Xuân Phước rất mến khách và chí thú làm ăn.
- Tầm nhìn:

Đến năm 2025 xã Xuân Phước phấn đấu trở thành Thị Trấn Xuân Phước.